# Amoghapasha Lokeshvara

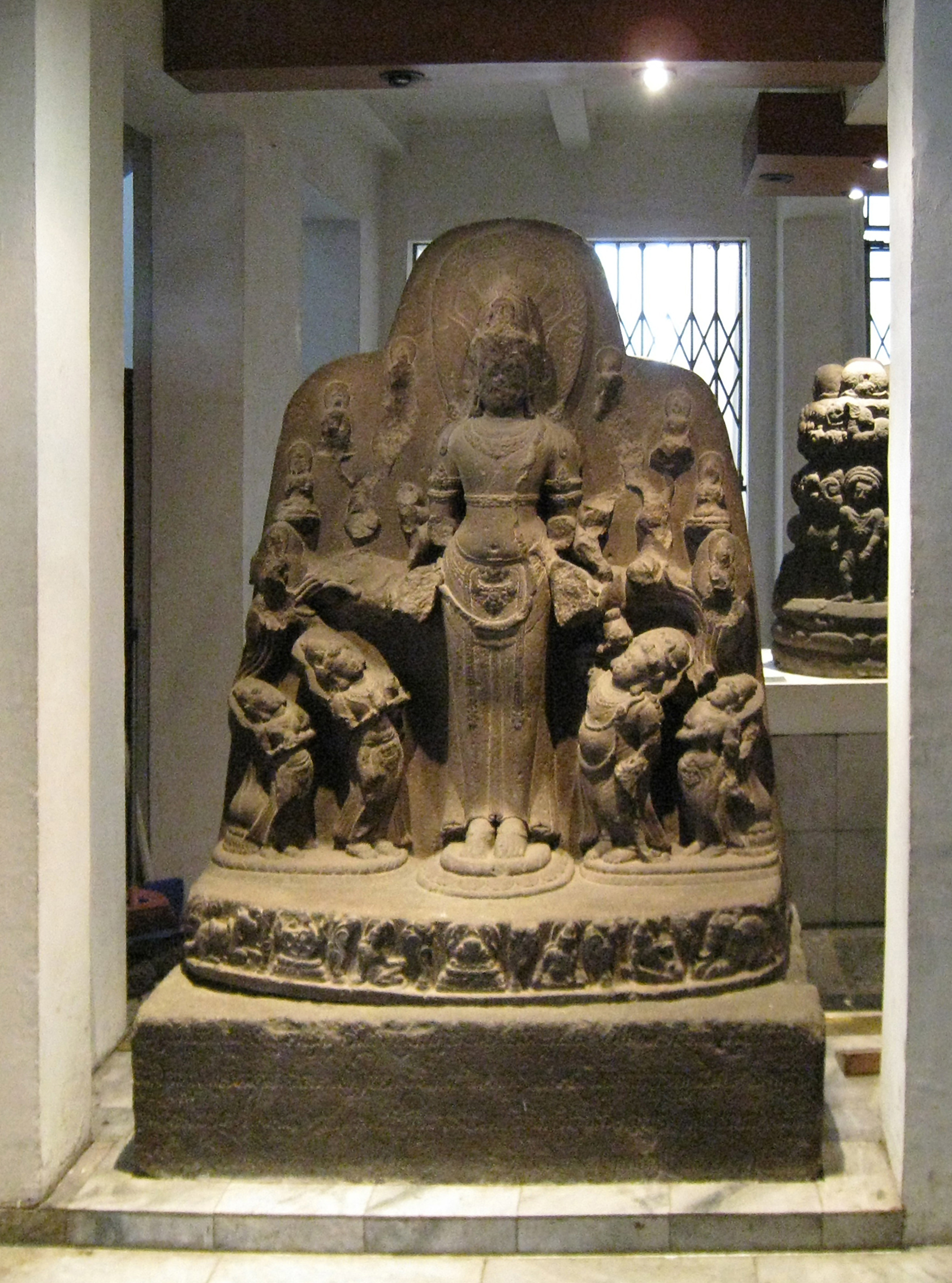
Statue d'Amoghapasha trouvée à Padang Roco, dans le kabupaten de Dharmasraya, province de Sumatra occidental en Indonésie.)

Amoghapasha (IAST: Amoghapāśa) est un bodhisattva et l’une des manifestations ou des formes d'Avalokiteśvara (aussi Lokeshvara), pouvant prendre un aspect féminin ou masculin. Son nom en sanscrit signifie « celui qui a la corde inébranlable (amoghapasha) » ; ce lacet qu’il tient en général dans une main représente son pouvoir de repêcher les êtres égarés loin de la voie. Son nom chinois est Bukongjuansuo Guanyin 不空羂索觀音, japonais Fukūkensaku Kannon. Ce nom signifie littéralement Amoghapāśa-avalokiteśvara.
Le texte le plus ancien connu le mentionnant est Amoghapasha hridaya sutra traduit en chinois par Jnanagupta en 587, devenu le premier chapitre d’un ouvrage décrivant les divers rituels le concernant, Amoghapasha kalparaja. Ses premières figurations connues datent du VIIIe siècle. Il est le plus souvent représenté avec quatre, six ou huit bras, et parfois quatre serviteurs dont Tara et Hayagriva.
Au sanctuaire Kasuga-taisha de Nara, il est assimilé au dieu shinto des arts martiaux Takemikazuchi-no-mikoto 武甕槌大神, probablement du fait qu’il porte une peau de cerf qui fut la monture du dieu à Nara.